# Typ 23 Norfolk
Typ 23 Norfolk (či třída Duke) je třída víceúčelových fregat Britského královského námořnictva. Celkem bylo postaveno šestnáct jednotek této třídy. Do služby byly zařazeny v letech 1990–2002. V době svého zařazení do služby byly považovány za nejtišší protiponorková plavidla na světě.
V letech 2005–2006 tři britské fregaty získalo chilské námořnictvo. Britské námořnictvo plánuje fregat této třídy do roku 2036. Ve službě je mají nahradit fregaty nové generace Typu 26 a Typu 31. V letech 2021–2024 britské námořnictvo vyřadilo další čtyři fregaty (Monmouth, Montrose, Argyll, Westminster), přičemž v listopadu 2024 informovalo o plánu vyřadit i fregatu Northumberland. Počet fregat typu 23 se tak v britském námořnictvu sníží na osm.

## Stavba
Fregaty typu 23 byly původně zamýšleny jako menší a levnější doplněk fregat Typu 22 Broadsword v boji proti sovětským ponorkám v severním Atlantiku. Původně se mělo jednat o jednoúčelové fregaty optimalizované pro protiponorkový boj (vlečný sonar, protiponorkový vrtulník, slabá další výzbroj), ale na základě zkušeností z Falklandské války byly jejich schopnosti výrazně rozšířeny. Na zvětšené platformy byly mimo jiné přidány dvouúčelový 114mm kanón, řízené střely Sea Wolf ve vertikálních silech, protilodní střely a vrtulníkový hangár. Důraz na protiponorkový boj se v jejich konstrukci projevil použitím tichého pohonného systému koncepce CODLAG. Zároveň byly využity zkušenosti z bojů u Falkland (např. zlepšené protipožární systémy a systémy sledování škod). Celkem bylo v letech 1985–2002 postaveno 16 jednotek této třídy.
Jednotky třídy Typ 23 Norfolk:
| Jméno                  | Loděnice                        | Založení kýlu     | Spuštěna          | Zařazena do služby | Status |
| ---------------------- | ------------------------------- | ----------------- | ----------------- | ------------------ | --- |
| Norfolk (F-230)        | Marconi Marine (YSL), Scotstoun | 14. prosince 1985 | 10. července 1987 | 1. červen 1990     | Vyřazena 15. dubna 2005. Prodána Chile, zařazena 22. listopadu 2006 jako Almirante Cochrane (FF05). |
| Marlborough (F-233)    | Swan Hunter, Wallsend           | 22. říjen 1987    | 21. leden 1989    | 14. červen 1991    | Vyřazena 8. července 2005. Prodána Chile, zařazena 28. května 2008 jako Almirante Condell (FF06). |
| Argyll (F-231)         | Marconi Marine (YSL)            | 20. březen 1987   | 8. duben 1989     | 31. květen 1991    | Vyřazena 2024. Zdůvodněno potřebou uvolnit posádku pro nové fregaty. Prodána společnosti BAE Systems jako cvičné plavidlo. |
| Lancaster (F-229)      | Marconi Marine (YSL)            | 18. prosinec 1987 | 24. květen 1990   | 1. květen 1992     | Aktivní. |
| Iron Duke (F-234)      | Marconi Marine (YSL)            | 12. prosinec 1988 | 2. březen 1991    | 20. květen 1993    | Aktivní. |
| Monmouth (F-235)       | Marconi Marine (YSL)            | 1. červen 1989    | 23. listopad 1991 | 24. září 1993      | Vyřazena 30. červen 2021. |
| Montrose (F-236)       | Marconi Marine (YSL)            | 1. listopad 1989  | 31. červenec 1992 | 2. červen 1994     | Vyřazena 17. dubna 2023. |
| Westminster (F-237)    | Swan Hunter                     | 18. leden 1991    | 4. únor 1992      | 13. květen 1994    | Vyřazena 2024. Zdůvodněno potřebou uvolnit posádku pro nové fregaty. |
| Northumberland (F-238) | Swan Hunter                     | 4. duben 1991     | 4. duben 1992     | 29. listopad 1994  | Roku 2020 se v severním Atlantiku srazil její vlečný sonar s ruskou ponorkou. Obě plavidla údajně utrpěla poškození. Ministerstvo obrany indicent potvrdilo až poté, co o něm informoval pořad Warship: Life At Sea stanice Channel 5. Roku 2024 rozhodnuto o vyřazení plavidla kvůli jeho špatnému technickému stavu. |
| Richmond (F-239)       | Swan Hunter                     | 16. únor 1992     | 6. duben 1993     | 22. červen 1995    | Aktivní. |
| Somerset (F-82)        | Marconi Marine (YSL)            | 12. říjen 1992    | 25. červen 1994   | 20. září 1996      | Aktivní. |
| Grafton (F-80)         | Marconi Marine (YSL)            | 13. květen 1993   | 5. listopad 1994  | 29. květen 1997    | Vyřazena 31. březen 2006. Prodána Chile, zařazena 28. března 2007 jako Almirante Lynch (FF07). |
| Sutherland (F-81)      | Marconi Marine (YSL)            | 14. říjen 1993    | 9. březen 1996    | 4. červenec 1997   | Aktivní. |
| Kent (F-78)            | Marconi Marine (YSL)            | 16. duben 1997    | 27. květen 1998   | 8. červen 2000     | Aktivní. |
| Portland (F-79)        | Marconi Marine (YSL)            | 14. leden 1998    | 15. květen 1999   | 3. květen 2001     | Aktivní. |
| St Albans (F-83)       | Marconi Marine (YSL)            | 18. duben 1999    | 6. květen 2000    | 6. červen 2002     | Aktivní. |

## Konstrukce

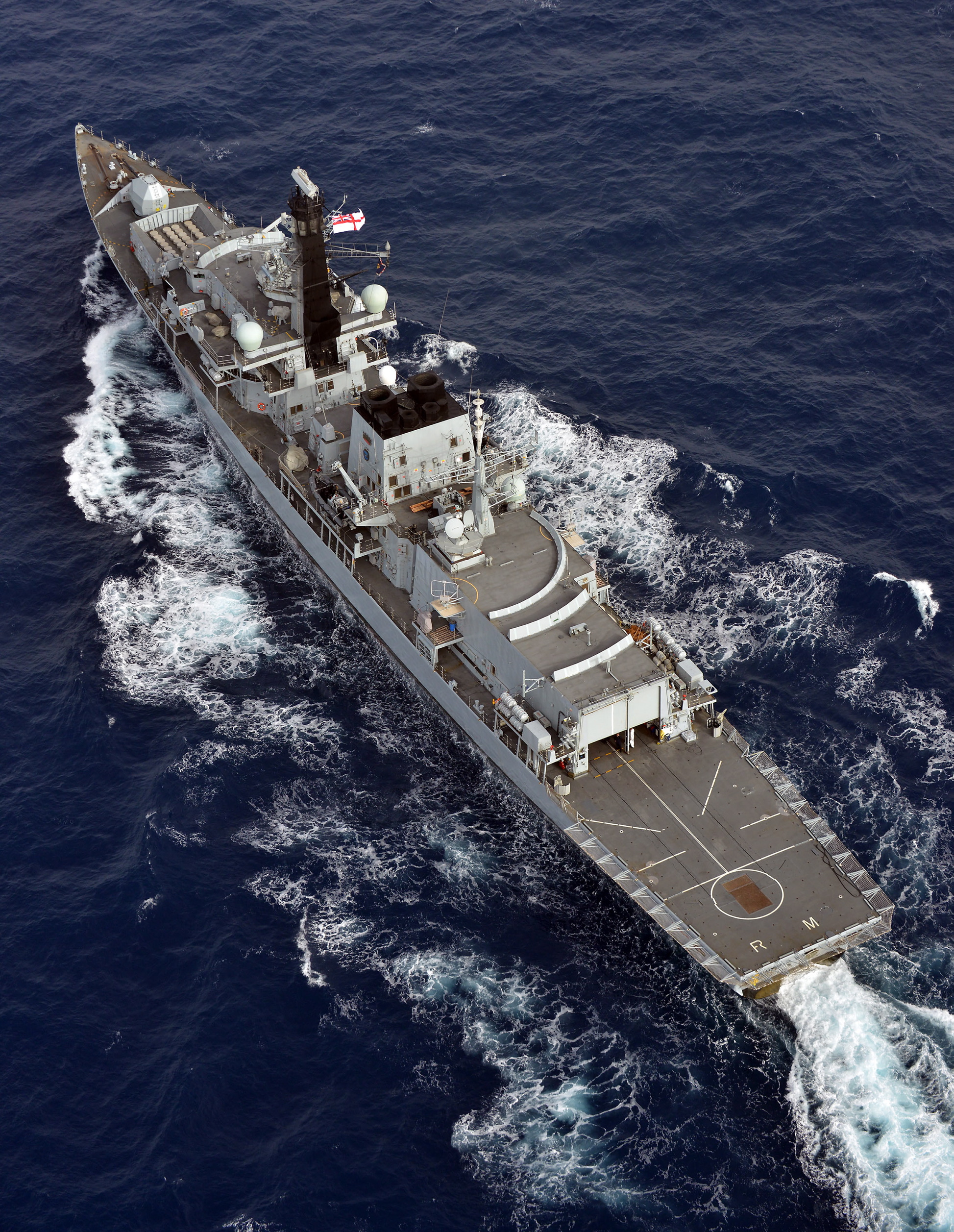
HMS Richmond (F239)

Při tvarování trupu a nástaveb byla využita opatření pro redukci signatur. Fregaty byly vybaveny navigačním radarem Kelvin Hughes typu 1007, 3D vyhledávacím radarem BAE Systems typu 996, dvěma střeleckými radary Marconi typu 911 pro střely Sea wolf, popř. čtyřmi vrhači klamných cílů Sea Gnat. Mají trupový sonar Thales Underwater Systems typu 2050 a vlečný sonar s měnitelnou hloubkou ponoru Ultra Electronics typu 2031Z. Hlavňovou výzbroj představuje 114mm kanón Mk 8 Mod 0 s dostřelem 22 km v dělové věži na přídi a věž BMARC GCM-AO3 se dvěma 30mm kanóny Oerlikon KCB. Raketovou výzbroj tvoří dvě čtyřnásobná odpalovací zařízení protilodních střel RGM-84C Harpoon s dosahem 90 km a 32 vertikálních vypouštěcích sil pro protiletadlové řízené střely Sea Wolf Block 2 s dosahem 6 km. K ničení ponorek slouží dva dvojité 324mm torpédomety, ze kterých jsou vypouštěna lehká protiponorková torpéda Sting Ray s dosahem 11 km. Na zádi se nachází přistávací plocha a hangár pro jeden protiponorkový vrtulník Lynx či Merlin HAS.1. Vrtulníky mohou nést protiponorková torpéda, protilodní střely, hlubinné pumy a kulomety.
Pohonný systém je koncepce CODLAG. Kombinuje čtyři dieselgenerátory Paxman Valenta 12 RP200CZ o výkonu 7000 hp, dvě plynové turbíny Rolls-Royce Spey SM1A o výkonu 34 000 hp (od fregaty Richmond výkonnější SM1C) a dva elektromotory GEC o výkonu 4400 hp. Obejde se přitom bez hlučných převodovek a diesely jsou pro snížení hlučnosti umístěny nad čárou ponoru. Nejvyšší rychlost dosahuje 28 uzlů. Dosah je 8500 námořních mil při ekonomické rychlosti 15 uzlů.

## Modernizace

### Modernizace (Velká Británie)
Od roku 2001 byly původní 114mm kanóny nahrazovány modernější verzí Mk 8 Mod 1 v hranaté stealth dělové věži. V letech 2007–2014 rovněž věž BMARC nahradily dvě zbraňové stanice DS30M Mk II s 30mm kanóny Mk 44 Bushmaster II. Přehledové radary od roku 2012 nahrazují nové radary BAE Systems Type 997 ARTISAN 3D. Vlečný sonar typu 2031Z je od roku 2006 nahrazován novým modelem Thales Underwater Systems Type 2087 LFAS. K roku 2019 neslo tento nový sonar devět plavidel. Řízené střely Sea Wolf nahrazuje nový typ Sea Captor s dosahem 25 km. Do roku 2018 byly tyto střely instalovány na první čtyři fregaty.
V listopadu 2022 byl oznámen výběr norských protilodních střel Naval Strike Missile (NSM) jako náhrady typu Harpoon ve výzbroji fregat typu 23 a torpédoborců Typu 45 (třída Daring). Integrace střel NSM na první fregatu Somerset začala v lednu 2023. V prosinci 2023 britské střely NSM dosáhly počátečních operačních schopností. Informace o tom byla zveřejněna několik týdnů před vyřazením britských střel Harpoon. V roce 2024 byla střelami vyzbrojena fregata Portland.

### Modernizace (Chile)
V roce 2017 byla vybrána kanadská společnost Lockheed Martin Canada, aby tři chilské fregaty v rámci modernizace vybavila kanadským bojovým řídícím systémem CMS  330. V rámci modernizace budou plavidla vybavena víceúčelovým radarem Hensoldt TRS-4D, systémy identifikace vlastní–cizí Hensoldt MSSR 2000I a LTR400DNG, navigačním systémem od OSI Maritime Systems a protiletadlovými řízenými střelami Sea Ceptor. Modernizován bude systém elektronického boje ESM-RD-170. Modernizace probíhá v chilské loděnici ASMAR.

## Operační služba

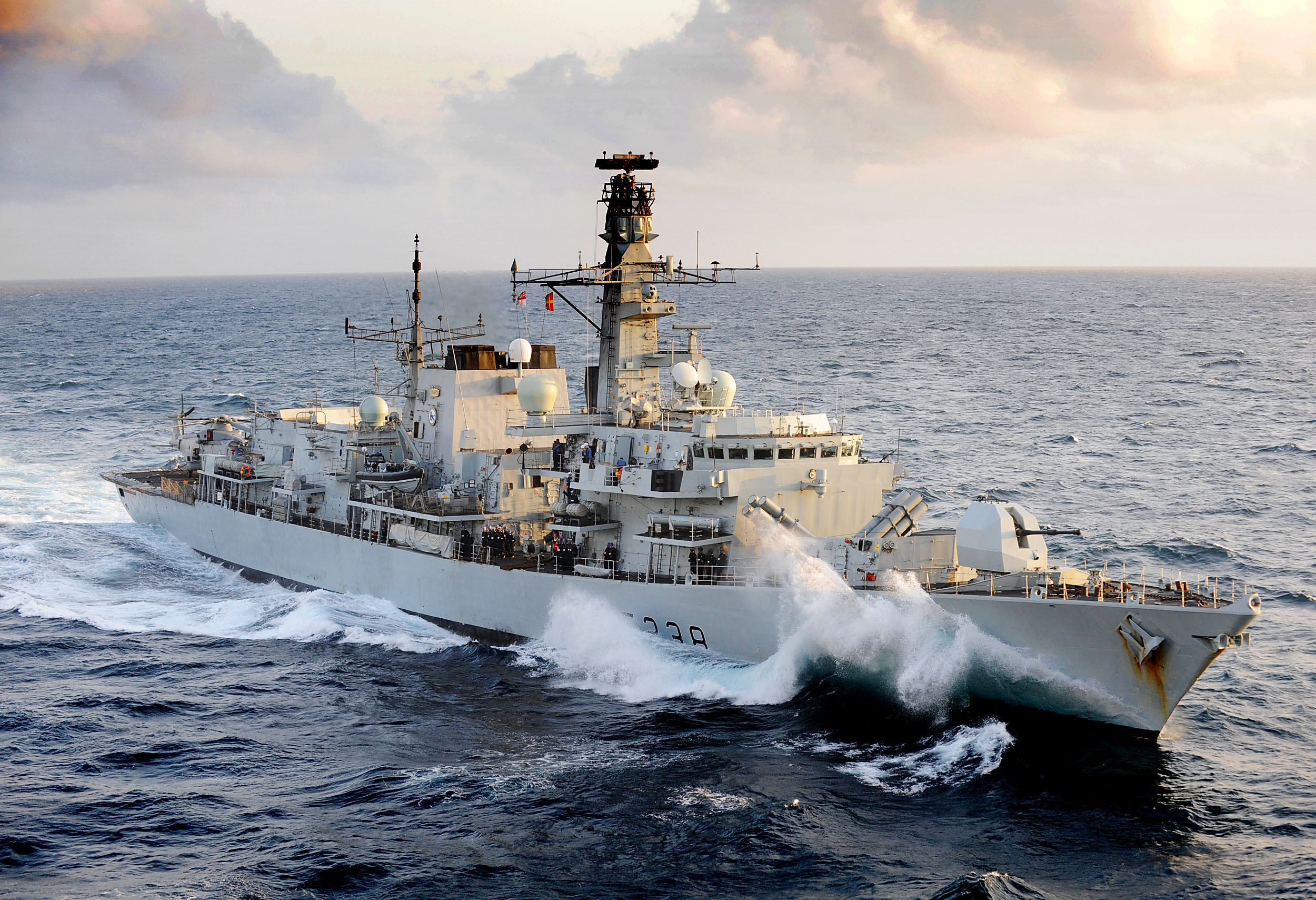
HMS Northumberland (F238)

Roku 2004 ministerstvo obrany rozhodlo o redukci provozovaných fregat typu 23 na 13 kusů. Fregaty Norfolk, Marlborough a Grafton byly v letech 2005–2006 vyřazeny a prodány Chile. V červenci 2006 se fregata HMS St Albans podílela na operaci Highbrow, tedy evakuaci britských občanů z Bejrútu.
Dne 21. května 2012 převzala velení fregaty Portland kapitánka Sarah West, která se tak stala historicky první ženou velící válečné lodi britského královského námořnictva.
V listopadu 2021 bylo rozhodnuto o předčasném vyřazení fregat Monmouth a Montrose. Dle původních plánů měly obě do roku 2024 projít nákladnou modernizací, aby byly roku 2027 vyřazeny. Námořnictvo tak ušetří 100 milionů liber využitelných pro jiné projekty.

## Zahraniční uživatelé
Chile

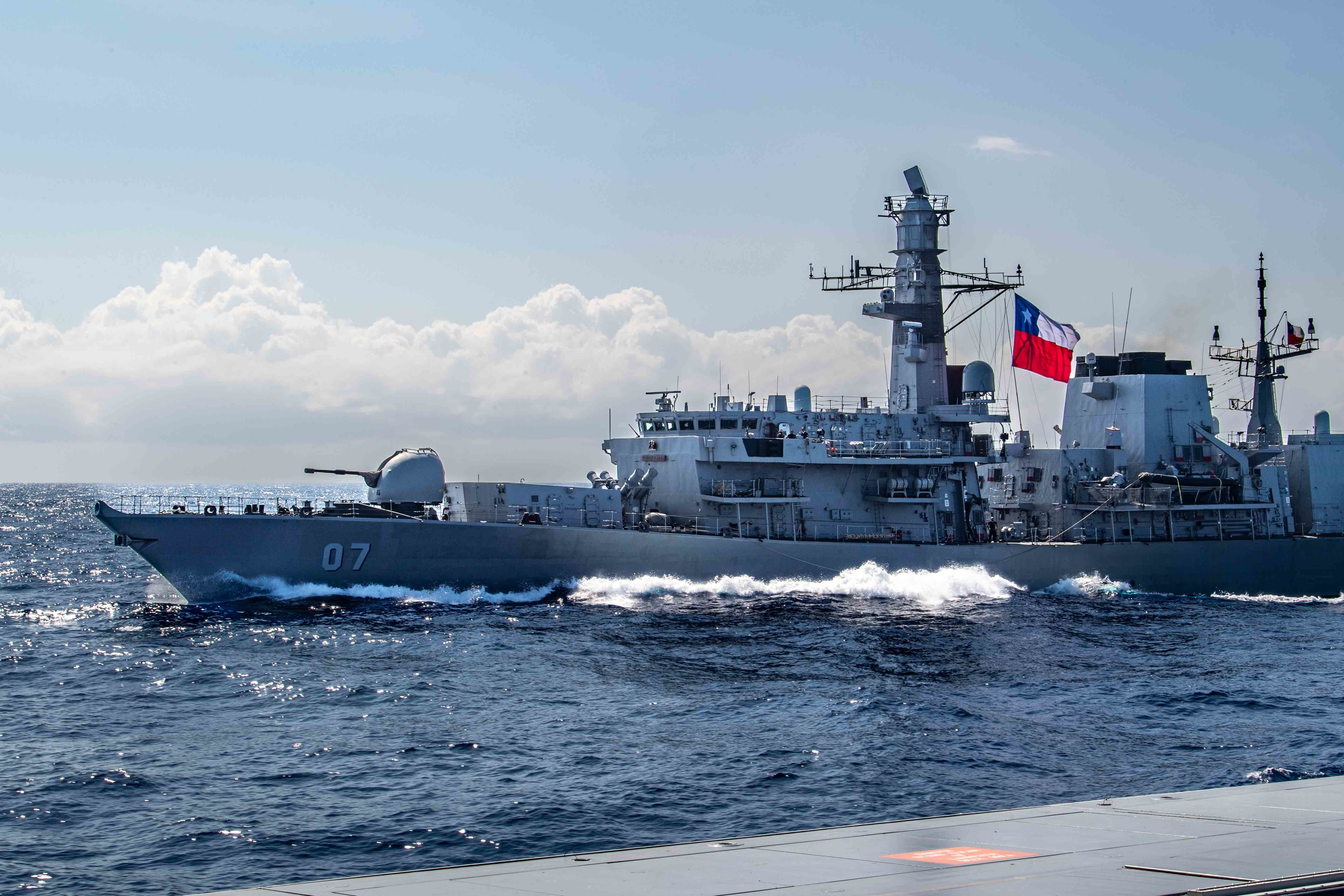
Chilská fregata Almirante Lynch (FF07)

- Chilské námořnictvo provozuje tři původně britské fregaty této třídy. Dodány byly v letech 2007–2008.[7]